# FADE
FADE — компьютерная программа, программное средство для защиты авторских прав, разработанное компанией Macrovision. FADE создан для использования в компьютерных играх и активно используется компанией Bohemia Interactive Studio в своих играх.

## Принцип работы
«FADE» создаёт ложные царапины в специфичных зонах на образе диска с игрой. Когда оригинальный лицензионный диск подвергается несанкционированному копированию, то программа, которая делает копию диска, помечает данные виртуальные царапины и автоматически устраняет их. Программа для копирования не знает, что царапины на самом деле ложные и принимает их за реальные физические повреждения. Потом, после запуска «пиратской» копии игры, специальный игровой модуль проверяет диск, с которого запущена игра, на предмет данных «царапин», и если их нет, определяет, что копия игры является «пиратской». В ArmA 2 через некоторое время после эффектов FADE игрок превращался в птицу с сообщением "Good birds do not fly away from this game, you have only yourself to blame."
Основным отличием «FADE» от большинства других программ для определения нелегального копирования (наподобие SecuRom, SafeDisc) является то, что после определения нелегальной копии «FADE» не выключает возможность запустить игру. Действие «FADE» проявляется после запуска нелегальной копии игры. Первоначально «FADE» не вмешивается в игру и игровой процесс, однако через некоторое время начинает постепенно и со всё большей интенсивностью изменять игровой процесс, в конечном счёте делая игру неиграбельной. Это может проявляться в неработающих скриптах, триггерах, сильном ухудшении точности оружия, нарушении работы системы учёта повреждений протагониста и врагов, падении производительности, графических артефактах и других «ошибках».

## Использование
Впервые система «FADE» была использована в тактическом шутере Operation Flashpoint: Cold War Crisis 2001 года выпуска. После этого она использовалась в игре Armed Assault, а после — в ArmA 2, выпущенной в мае-июне 2009 года. Вертолётный симулятор Take On Helicopters, разработанный и выпущенный Bohemia Interactive в ноябре 2011 года, также использует FADE, причём при детектировании пиратской версии игры применяется лишь одна заметная искусственная ошибка — сильная размытость изображения. В новой, уже третьей части - Arma 3 снова используется данная технология.

## Внешние ссылки
- TEAM FILEnetworks. Crack for ARMA 2 delayed by FADE DRM protection (англ.). filenetworks.blogspot.com (25 июня 2009). Дата обращения: 26 сентября 2009. Архивировано из оригинала 8 апреля 2012 года.
- Bill Rosenblatt. Macrovision Introduces "Gradual" DRM for the CD Gaming Market (англ.). drmwatch.com (10 октября 2003). Дата обращения: 26 сентября 2009. Архивировано из оригинала 8 апреля 2012 года.
- Codemasters continues to fight a cold war against game piracy in preparation for the release of Operation Flashpoint in early September (англ.). официальный сайт Codemasters (7 июня 2001). Дата обращения: 26 сентября 2009.
- FADE Game Copy Protectionst (англ.). GameBurnWorld. Дата обращения: 26 сентября 2009. Архивировано из оригинала 8 апреля 2012 года.